# Ваља Мика (Вранча)
Ваља Мика (рум. Valea Mică) насеље је у Румунији у округу Вранча у општини Думитрешти. Oпштина се налази на надморској висини од 281 m.

## Становништво
Према подацима из 2002. године у насељу је живело 95 становника, од којих су сви румунске националности.